# Jacek Mikołajczyk
Jacek Wojciech Mikołajczyk (ur. 10 sierpnia 1832 w Bronowicach Małych, zm. w 1907 tamże) – polski chłop, gospodarz ziemski, pierwowzór postaci Ojca w dramacie "Wesele" Stanisława Wyspiańskiego.
Gospodarował na ziemi, którą wniosła we wianie jego pierwsza żona (ślub w 1859 roku). Po jej śmierci ożenił się po raz drugi z Jadwigą Czepiec, z którego to małżeństwa miał sześcioro dzieci: Józefa, Annę, Marię, Jana, Jadwigę i Jakuba. To właśnie na należącej do niego ziemi Włodzimierz Tetmajer wybudował w 1894 roku dworek, nazwany następnie Rydlówką.
Wielokrotnie pozował do portretów swojemu zięciowi, Włodzimierzowi Tetmajerowi. Po śmierci jego gospodarstwo przejął inny z zięciów, Lucjan Rydel.